# Rhyacia pallidifrons
Rhyacia pallidifrons là một loài bướm đêm trong họ Noctuidae.